# Фундуш

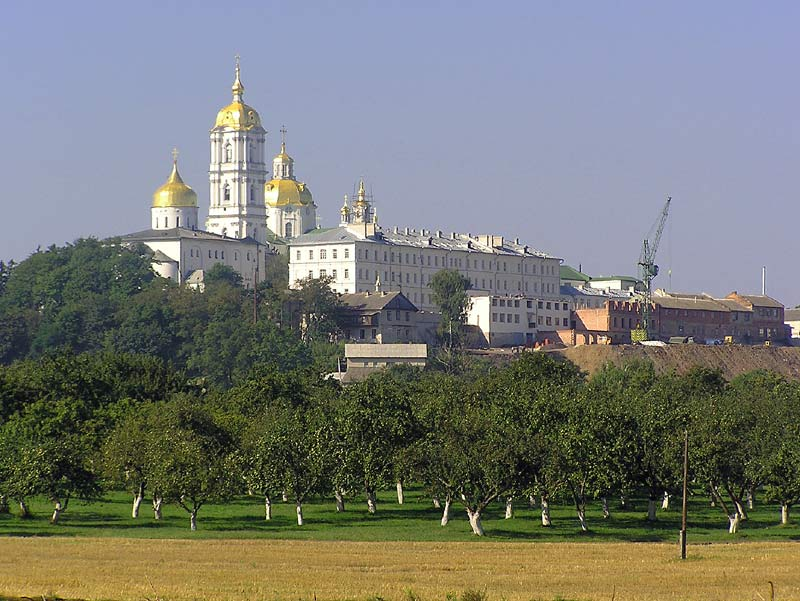
Почаївська лавра, побудована на фундуш Ганни Гойської

Фу́ндуш[джерело?] («підстава, основний капітал», «заклад, фонд» (Даль)) — капітали, маєтки тощо, призначені на певні цілі, зокрема, на благодійні.

## Багатозначність терміна
У старопольському праві слово «фундуш» означав «дар» на користь якої-небудь установи, найчастіше на користь костьолу або монастиря. У джерелах польського права часто згадуються так звані пол. Zapisy funduszowe і czynienie funduszów, тобто, пожертвування. Згодом поняття фундуш поширилося на всякого роду майно духовних установ, без відношення до джерела, з якого вони поповнювались. Цим терміном позначалося як рухоме майно (капітали), так і нерухоме. Коли майно, що належали духовенству, отримало інше призначення, вирази «фундуш», «маєтки фундушні» (пол. dobra funduszowe) стали застосовувати до маєтків інших громадських установ. Зокрема, коли в 1773 р. Климент XIV скасував Орден єзуїтів, маєтки і капітали, що залишилися після них, були призначені для суспільного виховання і отримали спеціальну назву: пол. "Fundusz edukacijny". Едукаційний капітал — назва, що збереглася до нашого часу.
Із 1960-х років термін «фундуш» став застосовуватися тільки до грошових капіталів, що зберігалися в колишньому польському банку (перейменованому в 1885 р. в контору державного банку). Коли в 1864 і 1865 рр.. російський уряд конфіскував маєтки і капітали, що належали білому і чорному католицькому духовенству, було роз'яснено, що у скарбницю переходять нерухоме майно та духовні капітали — пол. «fundusze duchowne»; цим терміном називали готівкові гроші і капітали, поміщені в колишньому польському банку і на іпотеці. Прибутки від цих маєтків і «фундушу», названих «подуховними», призначалися на утримання католицького духовенства. Відомий ще так званий пол. «Fundusz stypendyalny», тобто, капітал відсотки з якого призначені спеціально для допомоги учням.

## Фундуш церкви
В Україні із XVI ст. при церквах та монастирях зберігалися так звані письмові фундушеві документи на земельні володіння із датою їх видачі, іменем фундатора та розміром угідь. Найбільшу кількість фундушів мали ті парафії, які перебували у власності багатих магнатських родів — Любомирських, Потоцьких, Сангушків, Яблоновських, Чорторийських та ін. Фундуші найчастіше роздавали найбільш заможні та родовиті землевласники — некороновані королі величезних латифундій — задля ще більшого піднесення престижу свого імені.

## Фундушеві зобов'язання
Коли шляхтичі надавали фундуш церкві чи монастирю, то виникали «фундушеві зобов'язання», тобто перелік обов'язкових церковних ритуалів, наприклад, служб, зміст благодійної діяльності костелу чи монастиря, взяті на себе духовенством релігійної установи при його заснуванні або при отриманні грошового дару, власницького привілею. Так, коли Ганна Гойська виділила фундуш на Почаївський монастир, то поставила умову щодо кількості монахів та збереження в монастирі православної віри.

## Зміст фундушів
У 1551 році за королева Бона записала фундуш костелу в селі Рокітниця (нині — Вулька). Королева Бона передала фундуш на костел у місті Ковелі, який включав 22 будинки та призначав десятину від Ковельського староства.
Поряд з такими благодійними даними в документах по фундуші відбилися гострі соціальні й національні проблеми та визвольна боротьба народу. Існує «Фундуш» Заславського парафіяльного костелу святого Івана, який був переданий князем Янушем Заславським з Острога, записаний у 1599 році і підтверджений ним 1600 року в Луцьку. Однак цей документ не є оригіналом, тому що під час Національно-визвольної війни костел зруйнували, а документи, зокрема, й оригінал фундушу, спалили.
Схожі записи містяться і в описах описи Тригірського василіянського і Бердичівського кармелітського монастирів на Волині. Бердичівський монастир був заснований Янушем Тишкевичем, воєводою київським, старостою житомирським і снятинським у 1630 p. Акти Люблінського коронного трибуналу повідомляють, що воєвода:
|  | «Скриглівку ксьондзам кармелітам на вічні часи віддав і ануати злотих польських 1800 щорічно від міста Бердичева платити…, визначив також резиденцію у Бердичеві з пляцем на костьол і кляштор записав… Однак по смерті того ж фундатора через замішання й гультяйства в ті часи у тому краї, ксьондзи кармеліти, все покинувши… до інших кляшторів були змушені піти, лише 1716 р. після деякого заспокоєння розрухи… знову вернулись до Бердичева… і пляц кляшторний стіною обвели, в 1739 р. верхню церкву почали будувати» |

Северин Потоцький у 1647 р. віддав 
|  | «Бердичівським кармелітам ще одне село — Скоморохи». |

Фундаційні записи іноді дуже змістовні і розкривають причини та ціль подарунку:
|  | «У 1776 р. дня 1 лютого ясновельможний Францішек Салезій Потоцький воєвода і генерал земель Київських, керуючись загальним добром мешканців і селян своїх осілих, заклав у місті Умані кляштор для ксьондзів василіан, кладучи на них обов'язок, щоб духовним наукам і утриманням шкіл публічних освічували український народ. Цей фундуш записаний в актах Барських, а пізніше — назавжди затверджений сеймовою постановою. За цим фундушем належать монастирю два села…» |

## Едукаційний фундуш
Поняття «едукаційний фундуш» виникло у XIX столітті і визначало ті кошти, які виділялися заможними представниками польської громади Волині для створення навчальних закладів. Це пояснюється прагненням польської громади самостійно розв'язувати проблему змісту, рівня, форм функціонування навчальних закладів як для поляків, так і українців. Найбільші фундуші надавались Волинській гімназії (з 1819 року Кременецький (Волинський) ліцей). Організаційною роботою займався Тадеуш Чацький.
Пізніше Олександр І призначив Т. Чацького генеральним візитатором ряду Правобережних губерій. Це стало початком формування системи едукаційних фундушів. Внаслідок цього для діяльності волинської гімназії у Кременці у 1803 р. було зібрано 415 455 злотих (близько 62 320 руб.). Завдяки доброчинним промовам Т. Чацького було зібрано таку кількість едукаційних фундушів, що це дозволило за 10 років відкрити 85 прихідських училищ на Волині, 26 — на Поділлі, 15 — у Київській губернії.
У другій половині XIX століття система доброчинності на Правобережній Україні була досить розвиненою, але едукаційні фундуші існували, як окрема група, це підкреслювало, що їх значимість стала меншою. Проте, у першій половині XIX століття едукаційні фундуші відіграли значну роль у Південно-Західних губерніях в сфері становлення освіти.